# Les Couilles sur la table
Les Couilles sur la table est un podcast sur les masculinités contemporaines, créé en 2017 et animé par la journaliste Victoire Tuaillon jusqu'à son départ de Binge Audio en septembre 2024. Le podcast est depuis animé par Naomi Titti.

## Présentation
Les Couilles sur la table est l'un des programmes de la société de production Binge Audio. Lancée en septembre 2017, l'émission part des expériences des hommes pour évoquer le sexisme et le féminisme. Victoire Tuaillon s'entretient avec des spécialistes pour questionner et déconstruire les masculinités actuelles. Elle explique que c'est la lecture de l'essai King Kong Théorie de Virginie Despentes qui lui a permis de remettre en cause la virilité et les masculinités.
Des sujets tels que la place des hommes dans la famille ou dans l'entreprise, la culture du viol, en passant par le harcèlement, l'amour et la sexualité masculine sont abordés. À ce jour, un nouvel épisode sort un jeudi sur deux.
En septembre 2024 Victoire Tuaillon est licenciée par Binge Audio pour motif économique, le studio de podcast étant en redressement judiciaire depuis août 2024. Propriété de Binge Audio, Les Couilles sur la table est depuis animé par la journaliste Naomi Titti,.

## Réception
Selon Le Monde, le podcast Les Couilles sur la table est devenu « un rendez-vous où essentiellement des féministes mais aussi des anthropologues et des activistes parlent sans détour du rôle des hommes au quotidien » et enregistre plus de 500 000 écoutes mensuelles. Pour la journaliste Marie Salammbô du Temps, l'émission est « une institution dans le domaine du podcast féministe. »
Fort de son succès, en octobre 2019, un livre compilant les réflexions de l'ensemble des épisodes du podcasts est publié. L'animatrice du programme explique qu'elle souhaite « montrer dans le livre qu'être un homme est d’abord une construction, qu'ensuite c'est un ensemble de privilèges, que c'est une exploitation et enfin, c'est aussi l'usage légitime de la violence ».

## Distinction
- Q d'or du podcast 2022 décerné par l'émission Quotidien (TMC)[13].